# Burmese
Le burmese est une race de chat originaire de Thaïlande. Ce chat de taille moyenne est caractérisé par sa robe à poils courts et au motif sépia.
Il ne doit pas être confondu avec le Birman, plus connu sous le nom de Sacré de Birmanie.

## Historique

### Les origines communes
Le Tamra Meow ou Livre de poèmes des chats est un recueil thaïlandais de vers richement illustré dont la rédaction est située entre 1350 et 1767 et qui décrit dix-sept chats différents, certains portant bonheur et d'autres non. Le manuscrit répertorie et décrit de façon poétique les races de chats existant à cette époque et fait la description du burmese. Il est possible que des burmeses aient concouru en Angleterre au XIXe siècle comme des siamois.
En 1930, un marin américain ramène à San Francisco une chatte de Birmanie : Wong-Mau, dont la robe couleur noisette montrait de légères variations dans l'intensité de la couleur, plus forte aux extrémités (pattes, queue, tête) sans toutefois porter le patron à pointes. Wong-Mau est achetée par le docteur Joseph Thomson. Une autre version de l'histoire considère que Joseph Thomson a directement ramené Wong-Mau de Birmanie. Le docteur effectua plusieurs croisements avec des chats d'origine thaïlandaise et notamment un siamois sealpoint afin de reproduire la robe de Wong-Mau. La Cat Fancier Association (CFA) reconnaît la race en 1936 sous le nom « burmese » qui signifie « birman » en anglais. Les premiers burmeses sont importés au Royaume-Uni au début des années 1950 et reconnus par le Governing Council of the Cat Fancy (GCCF) en 1952.

### Le burmese aux États-Unis
Aux États-Unis, le programme d'élevage avec les siamois cessa à la fin des années 1950, et les éleveurs américains de burmeses considérèrent que leur race n'admettait qu'une seule couleur : le seal sepia, aussi appelé sable ou également zibeline en France, c'est-à-dire génétiquement le noir sépia. Dans les années 1970, le type du burmese américain se renforça : le visage s'arrondit, comme les yeux et le front, le corps devint cobby . Jusqu'en 1984, les burmeses bleus, chocolat et lilas étaient inscrits dans une race à part par la CFA, les mandalays, tandis que la TICA les reconnaissait comme burmeses.

### Le burmese au Royaume-Uni
Les éleveurs britanniques continuent le programme d'élevage avec les siamois plus longtemps qu'en Amérique et développent leur propre type de burmese, plus oriental que le burmese américain et acceptant un plus grand nombre de couleurs. La couleur bleue est enregistrée en quelques années. Le roux, le crème et l'écaille-de-tortue - issu d'un croisement accidentel, ces couleurs n'existant pas naturellement chez les burmeses, sont acceptés dans les années 1970. Le burmese anglais est très populaire au Royaume-Uni où il fait partie des dix races les plus appréciées.
Les différences entre le burmese type américain et le burmese type anglais deviennent trop importantes et deux races sont à présent reconnues : le burmese anglais et le burmese américain.

## Standards

### Burmese américain

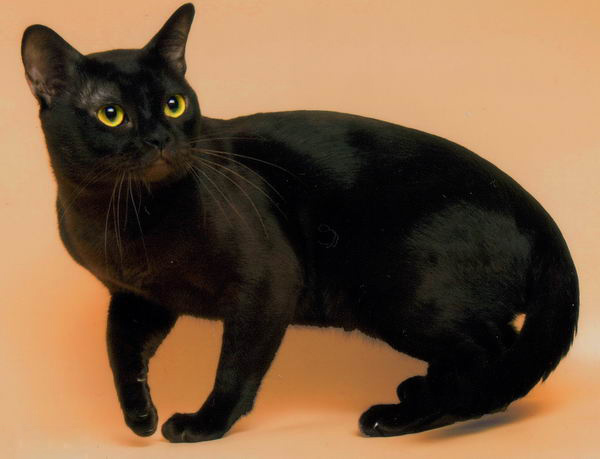
Burmese américain.

Le burmese américain est plus compact et trapu que son cousin européen. L'ossature ainsi que la musculature sont robustes et lorsqu'on le porte, le poids peut surprendre par rapport à la taille du chat. Les pattes sont de taille moyenne ainsi que les pieds, qui sont également ronds. La queue est de longueur moyenne avec un bout arrondi.
La tête est de taille moyenne, très arrondie, sans plats. Le front est bombé, le nez marqué d'un stop, le museau large et rond. Les yeux sont ronds également, bien espacés l'un de l'autre, dans des couleurs qui vont du doré au cuivré, avec une préférence pour ce dernier. Les oreilles sont de taille moyenne, bien espacées à leur base avec un bout arrondi. Comme pour les yeux, elles sont bien espacées sur la tête et de profil, elles pointent vers l'avant.
La fourrure est courte, fine, satinée et doit mettre en valeur la musculature du chat. Tous les burmeses ont un patron sépia, dans les couleurs seal (appelé parfois zibeline ou sable), bleu, chocolat et lila.
Au Canada, le Burmese est la 9e race de chat la plus populaire entre 2016 et 2019, selon l’AFC.

### Burmese anglais

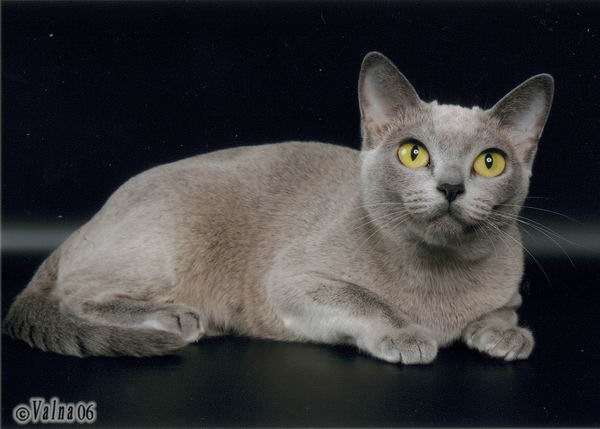
Burmese anglais

Le burmese anglais est un chat élégant, de taille moyenne, au corps musclé. Les pattes sont fines mais d'une taille proportionnelle au corps, avec des postérieurs légèrement plus hauts que les antérieurs. Au bout, les pieds sont ovales. La queue n'est que moyennement épaisse à sa base et s'effile vers un bout arrondi.

La tête est de taille moyenne mais assez haute, entre le menton et le haut du crâne. De face elle forme un triangle court qui s'affine vers le museau arrondi. Le haut du crâne est large, bombé et le front arrondi. Le nez est marqué par un stop et se termine droit. Les oreilles, de taille moyenne, sont placées bien espacées sur le crâne. Elles sont larges à la base et s'arrondissent à l'extrémité. De profil, elles pointent vers l'avant. Les yeux sont grands, expressifs et bien espacés l'un de l'autre. Le dessous de l'œil est arrondi, tandis que le dessus est droit et penche légèrement vers le nez. Les couleurs acceptées vont du jaune à l'orange ambre, bien que des yeux dorés aient la préférence. Chez le burmese européen, c'est toutefois l'expression des yeux qui est plus importante que leur couleur. 

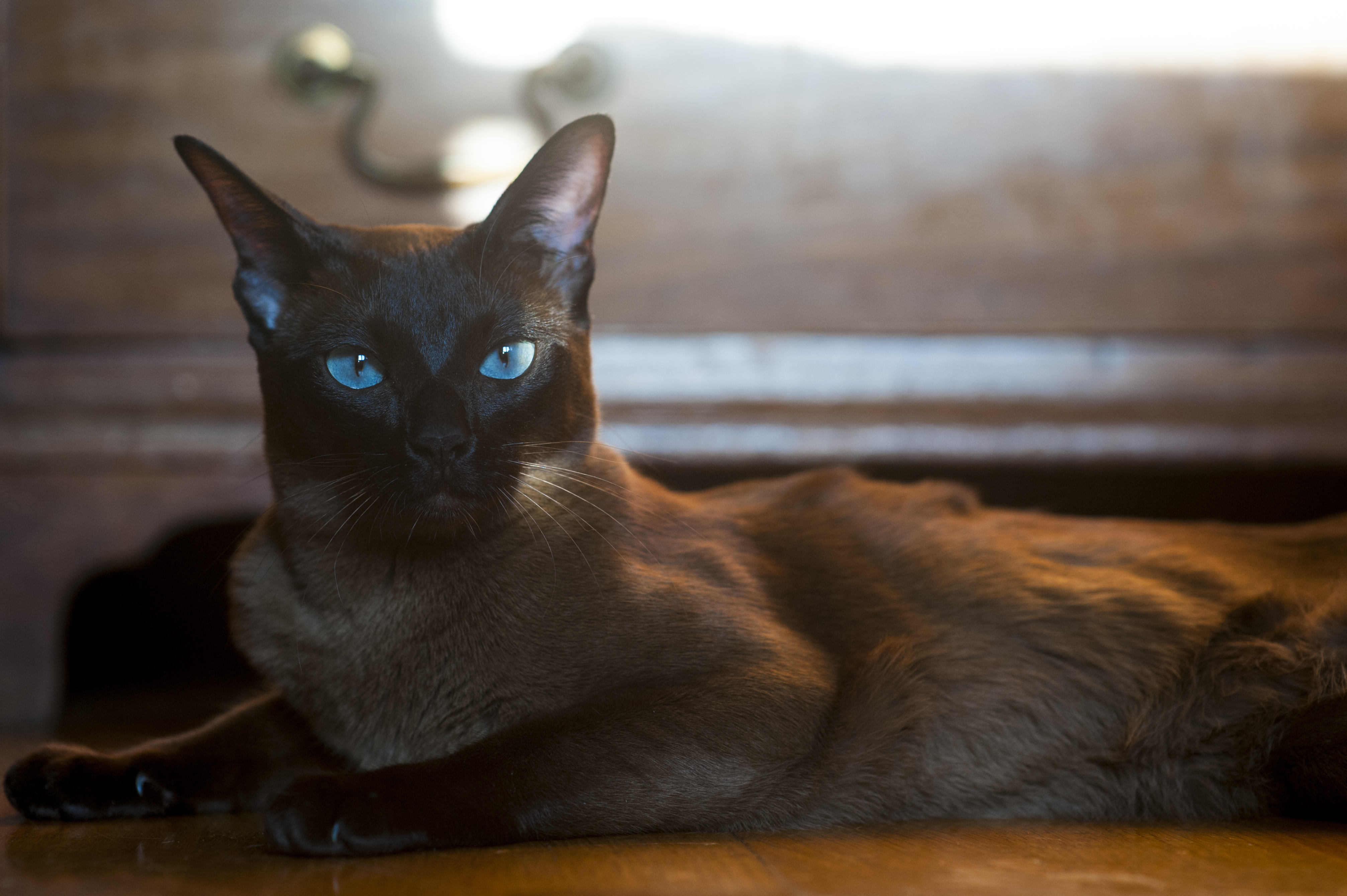
Burmese Européenne, Seal Point ou Zibeline de 18 mois.

La fourrure est fine et presque sans sous-poils. Elle est brillante et douce au toucher. Elle doit également être bien couchée sur le corps. Le seul patron autorisé est le sépia, dans toutes les couleurs. Les marquages tabby sont acceptés. Les chats ayant du silver ou du silver shaded sont appelés burmilla. Suivant les fédérations, la race a son propre standard ou est jugée sur les critères du burmese ou de l'asian.
Les croisements suivants sont autorisés : asians et siamois (uniquement pour donner des tonkinois).

## Caractère
On décrit généralement le burmese comme étant un chat au caractère stable et affectueux (on le surnomme parfois « chat-chien ») et plein d’énergie. Il serait très extraverti, possédant une forte personnalité. Il serait également un joueur infatigable. On dit qu'il est assez bavard, mais sa voix serait plus douce que celle du siamois. Ces traits de caractère restent toutefois individuels et varient en fonction de l'histoire de chaque chat .

## Santé
Le chat Burmese peut être atteint par diverses maladies, voici les pathologies par lesquelles il est le plus susceptible d'être affecté :

- Lipémie de l'humeur aqueuse
- Dermoïde cornéen
- Syndrome de douleur orofaciale
- Maladie vestibulaire périphérique congénitale
- Anomalie craniofaciale
- Syndrome du chaton à poitrine plate
- Queue coudée
- Arthrose du coude
- Fibroélastose endocardique
- Cardiomyopathie dilatée, hypertrophie cardiaque
- Diabète félin

Son espérance de vie est de dix à seize ans.